# Jane Morrice
Jane Morrice (née le 11 mai 1954) est une femme politique et journaliste nord-irlandaise qui a contribué à l'élaboration de l'Accord du Vendredi saint,. Elle est l'ancienne vice-présidente de l'Assemblée d'Irlande du Nord, ancienne cheffe du bureau de la Commission européenne en Irlande du Nord et ancienne journaliste pour BBC Belfast,. Morrice est vice-présidente du Comité économique et social européen (CESE) de 2013 à 2015, puis de 2019 à 2020, lorsque le Brexit force le Royaume-Uni à quitter l'Union européenne. Morrice occupe pendant deux mandats le poste de commissaire en chef adjointe de la Commission pour l'égalité d'Irlande du Nord et est membre de la Coalition des femmes d'Irlande du Nord jusqu'à sa disparition en 2006.
Morrice est élue à l'Assemblée d'Irlande du Nord en juin 1998 et nommée vice-présidente en février 2000. Elle représente les intérêts de l'Irlande du Nord en tant que membre du CESE à Bruxelles de 2006 à 2020 et, après de nombreuses années en tant que membre du Mouvement européen d'Irlande du Nord, elle est nommée présidente honoraire.
Morrice participe à la mise en œuvre de l’Accord du Vendredi Saint et est membre du Comité du Règlement qui établit les règles initiales régissant les procédures de l’Assemblée après la dévolution.

## Jeunesse et éducation
Née à Belfast, elle est la sœur cadette de Susan Morrice. Elle fait ses études à l'Ashleigh House School et au Methodist College de Belfast ainsi qu'à l'Université d'Ulster. Elle commence sa carrière de journaliste à Bruxelles en 1980. En 1986, elle rejoint la BBC Belfast en tant que reporter couvrant l'actualité et les affaires courantes pendant les « troubles » et est ensuite promue correspondante des relations commerciales et professionnelles. En 1992, elle est nommée chef du bureau de la Commission européenne (CE) en Irlande du Nord et, en tant que membre du groupe de travail mis en place par le président de la CE Delors, elle participe à la création du premier programme PEACE de l'UE, qui investit 2 milliards de livres sterling dans des initiatives de paix transcommunautaires et transfrontalières. Morrice est diplômée de l'Université d'Ulster, avec un BA Hon en études européennes. Elle parle couramment le français et possède des notions d'espagnol et d'allemand.

## Carrière politique
Jane Morrice entre en politique en 1996 lorsqu'elle cofonde la Coalition des femmes d'Irlande du Nord. Elle se présente sans succès comme représentante de la coalition des femmes d'Irlande du Nord dans le nord de Down en 1997. Elle est élue dans le North Down lors des élections législatives de 1998 en Irlande du Nord, mais perd son siège lors des élections de 2003.
Morrice est également membre du conseil des gouverneurs du Fonds d'éducation intégré, commissaire adjoint à l'égalité en Irlande du Nord et membre du conseil d'administration de la Laganside Corporation, chargée de régénérer le front de mer de Belfast.
En 2006, elle est nommée pour représenter l’Irlande du Nord au CESE basé à Bruxelles et, en 2013, elle est élue vice-présidente. Dans un rôle similaire à celui de vice-présidente du Parlement, elle préside les sessions de l’Assemblée composée de 350 membres de 28 États membres de l’UE parlant 23 langues. En 2008, elle est nommée à la Commission pour l'égalité d'Irlande du Nord en tant que chef adjointe et, à ce titre, elle préside également le groupe directeur pour l'égalité et la diversité, promouvant le rôle des femmes dans les conseils locaux, et est membre du comité d'audit.
En tant que membre du CESE, Morrice rédige deux rapports sur le rôle de l’UE dans la consolidation de la paix en Irlande du Nord et dans le monde. Elle œuvre également à la promotion de l’échange d’expériences entre l’Irlande du Nord et les zones de conflit et mène ce travail en Afghanistan, au Liban, en Turquie et à Chypre.
Lors des élections au Parlement européen de 2019, Morrice se présente comme candidate indépendante pour l'Irlande du Nord. Elle est éliminée dès le premier décompte, obtenant 0,30 % des votes de première préférence. Elle reçoit un doctorat honorifique de l'Université Queens de Belfast à l'occasion du 25e anniversaire de l'accord du Vendredi Saint